# Nghiên cứu sinh Nhật Bản
Ở Nhật Bản, nghiên cứu sinh (研究生 | kenkyusei) là chương trình dành cho những sinh viên không thuộc diện chính quy để họ tiến hành nghiên cứu một đề tài nào đó dưới sự hướng dẫn của một giáo sư trong một học kỳ hoặc một năm và không được cấp một loại bằng nào vào cuối khóa học. Tiêu chuẩn làm nghiên cứu sinh ở mỗi trường đại học không giống nhau; một số trường có thể nhận người đã tốt nghiệp đại học, một số trường nhận người có bằng thạc sĩ. 

### Có ba loại hình nghiên cứu sinh sau:
1. Du học sinh không có mục đích lấy bằng cấp và chỉ làm nghiên cứu trong một thời gian ngắn
2. Du học sinh ngắn hạn của Khoa sau đại học, trong khuôn khổ trao đổi sinh viên giữa các trường đại học
3. Làm nghiên cứu sinh để chuẩn bị thi vào cao học.

Loại hình thứ ba thường áp dụng đối với các sinh viên người nước ngoài. Những người này sẽ sử dụng chương trình nghiên cứu sinh dành cho mình để nghiên cứu, ôn thi vào cao học hoặc tiến sĩ. Thời gian học có thể ngắn hoặc dài tùy theo sinh viên thi đỗ vào chương trình mong muốn sớm hay muộn, song thường không dài quá hai năm.